# Bridie Carterová
Bridie Carterová (* 18. prosince 1970) je australská herečka, jež vyrůstala v Melbourne. Má dva mladší bratry – Barneyho a Darcyho. Její matka vlastní uměleckou galérii.
Před kameru se poprvé postavila v šesti letech. Svůj herecký talent potvrdila promocí na National Institute of Dramatic Art (NIDA) v roce 1994. Spolu s ní vystudovala i Inge Hornstra, která si v McLeodových dcerách zahrála Tess Silvermanovou (McLeodovou). Od roku 2003 do roku 2006 byla nominována na cenu Logie Awards.
Bridie Carterová byla v roce 2001 obsazena do role Tess Silvermanové v australském seriálovém dramatu McLeodovy dcery. S touto rolí se sžila, protože s Tess má hodně společného. V roce 2006 tento seriál opustila kvůli mateřským povinnostem.
V roce 2004 se provdala za módního návrháře Michaela Wilsona. 29. března 2005 se jim narodil syn Otis. Spolu s manželem nyní vlastní restauraci v Byron Bay v Novém Jižním Walesu.

## Filmografie
- 1996 – G.P.
- 1997 – Babies – Dating Agent
- 1997 – Kangaroo Palace (TV film) – Diane
- 1997 – Vodní krysy/Poldové z přístavu – Joanne Calvert
- 1998 – All Saints – Karen McCarthur
- 1999 – Fresh Air – E
- 1999 – Envy – Kirsty
- 1999 – 2001 -Neighbours – Jill Sullivan
- 2000 – Above the Law – Debbie Curtis
- 2000 – Oddělení vražd – Jessica Millay
- 2001 – Život s vrahem (TV film) – Janey
- 2001 – 2006 – McLeodovy dcery – Tess Silvermanová

- 2007 – Dancing with the Stars – taneční soutěž (u nás známá jako Star Dance), kterou Bridie Carter vyhrála.